# ロバート・シェルドン
ロバート・シェルドン（Robert Sheldon, 1954年2月3日 - ）は、アメリカ合衆国の作曲家、指揮者。

## 概要
16歳のとき、高校のジャズ・バンドのために初めての作曲をする。マイアミ大学でクリフトン・ウィリアムズとアルフレッド・リードに指導を受け学位を取得、フロリダ大学でリチャード・ボウルズ(Richard W. Bowles)に指導を受け修士号を取得した。教育者としてはフロリダ大学やフロリダ州立大学、ブラッドリー大学などで教鞭を取った。2003年からアルフレッド・ミュージックの吹奏楽部門の出版責任者を務めるほか、クリニシャンとしても活動し全米各地で講演や指揮を行っている。
作品の中心は吹奏楽曲や管弦楽曲であり、特に教育的な意図の難易度を抑えた作品が広く受け入れられており、楽譜や著書の部数は計200万部を超えている。後藤洋は「いささか創造的な活力に乏しい昨今のアメリカの吹奏楽界にあって、良質な作品を生み出し続けている数少ない作曲家のひとり」と述べ、その創作について「和声の豊かさ、響きの美しさ、表面的な効果よりも音楽的な中身と教育的な意味を優先するポリシー」と形容している。

## 主な作品
- フォール・リヴァー序曲　Fall River Overture (1981)
- マナティー・リリック序曲（抒情的序曲「マナティー」） Manatee Lyric Overture (1986)
- 南西部の伝説　Southwest Saga (1987)
- ダンス・セレスティアーレ　Danse Celestiale (1989)
- クレスト・オブ・ノビリティ　Crest of Nobility (1989)
- 飛行の幻想　Visions of Flight (1990)
- イーグル・マウンテン序曲　Eagle Mountain Overture (1990)
- 交響的物語　A Symphonic Narrative (1992)
- ペベンシー城　Pevensey Castle (1993)
- ウェスト・ハイランドの想い出　West Highlands Sojourn (1993)
- ロングフォードの伝説　A Longford Legend (1998)
- 大空を越えて　Beyond the Higher Skies (1999)
- 無限の地平線　Infinite Horizons (2001)
- メトロプレックス‐マンハッタンからの3枚の絵葉書　Metroplex: Three Postcards from Manhattan (2006)
- パイアサの飛翔　Flight of the Piasa (2008)
- コレオグラフィー　Choreography (2008)
- セレブレーション・アンド・ソング　Celebration and Song (2009)
- ラプソディック・セレブレーション　Rhapsodic Celebration (2011)